# Иодид ванадия(II)
Иодид ванадия(II) — неорганическое соединение, соль металла ванадия и иодистоводородной кислоты с формулой VI2, тёмно-коричневые кристаллы, реагирует с водой.

## Получение
- Разложение иодида ванадия(III) при нагревании:

{\displaystyle {\mathsf {2VI_{3}\ {\xrightarrow {280^{o}C}}\ 2VI_{2}+I_{2}}}}

## Физические свойства
Иодид ванадия(II) образует тёмно-коричневые кристаллы.
тригональной сингонии, пространственная группа P 3m1, параметры ячейки a = 0,4000 нм, c = 0,6670 нм, Z = 1.
В вакууме сублимирует при 800°С.
Плохо растворим в этаноле, бензоле, тетрахлорметане, сероуглероде.

## Химические свойства
- Разлагается при нагревании в вакууме:

{\displaystyle {\mathsf {VI_{2}\ {\xrightarrow {1400^{o}C}}\ V+I_{2}}}}
- Окисляется при нагревании на воздухе:

{\displaystyle {\mathsf {4VI_{2}+5O_{2}\ {\xrightarrow {500^{o}C}}\ 2V_{2}O_{5}+4I_{2}}}}